# قطار چاه
قطارچاه، روستایی از توابع بخش مرکزی شهرستان سرخس در استان خراسان رضوی ایران است. این روستا در جنوب غربی شهر سرخس و در مجاورت روستای گنبدلی و حاشیه جاده سرخس – مشهد قرار دارد.
ساکنین قطار چاه را مردمانی به نام طایفه علی‌میرزایی تشکیل داده اند.
شغل مردم این روستا دامداری و کشاورزی دیم است.

## جمعیت
این روستا در دهستان خانگیران قرار دارد و براساس سرشماری مرکز آمار ایران در سال ۱۳۹۰، جمعیت آن ۱۲۹ نفر (۳۵ خانوار) بوده‌است.